# هالي فلانغن
هالي فلانغن (بالإنجليزية: Hallie Flanagan)‏ (27 أغسطس 1890، ريدفيلد في الولايات المتحدة - 23 يوليو 1969 في الولايات المتحدة)؛ مخرجة مسرحية وروائية أمريكية. درست في جامعة هارفارد.

## الجوائز
- زمالة غوغنهايم